# Luča mikrokozma
„Lumina microcosmosului” (în sârbă Луча микрокозма / Luča mikrokozma) este o poezie epică romantică, cosmico-religioasă, scrisă în primăvara anului 1845 de prințul-episcop și poetul Petar al II-lea Petrović-Njegoš. Este scrisă în stilul poeziei epice sârbe. Gândirea poetică religioasă a lui Njegoš și-a atins cea mai înaltă formă artistică în această lucrare.  Poezia aparține erei romantismului. Prima ediție a fost publicată la Belgrad în același an.
Poezia conține trei părți tematice principale. Primul este dedicată lui Sima Milutinović Sarajlija și introduce unele dintre cele mai importante premise filosofice și religioase ale poemului. A doua parte este formată din două cânturi care descriu zborul cosmic al sufletului poetului și căutarea acestuia pentru răspunsuri despre originile și destinul omenirii pe Pământ. A treia parte cuprinde celelalte patru cânturi care descriu revolta Satanei împotriva lui Dumnezeu și căderea lui Adam și a legiunii Satanei din ceruri.